# Escut de Bahrain
L'escut de Bahrain va ser dissenyat originàriament el 1933 per Charles D. Belgrave, el conseller britànic de l'emir, com a armes reials de la família governant. Amb la proclamació de la independència, el 1971, es va adoptar com a escut estatal, que a diferència de l'anterior no va timbrat amb la corona reial.
És un escut de gules, amb el cap dentat de cinc peces d'argent; els colors vermell i blanc són els tradicionals dels emirats del golf Pèrsic i el disseny de l'escut coincideix amb el de la bandera estatal. Tot al voltant, un llambrequí també de gules i argent, sense casc, element habitual de la pràctica heràldica d'arrel britànica. Les dents d'argent del cap volen representar els Pilars de la fe islàmica.